# Powiat Yūfutsu
Powiat Yūfutsu (jap. 勇払郡 Yūfutsu-gun) – powiat w Japonii, w prefekturze Hokkaido, podzielony pomiędzy podprefektury Iburi i Kamikawa. W 2024 roku liczył 20 109 mieszkańców.

## Miejscowości

### Podprefektura Iburi
- Abira
- Atsuma
- Mukawa

### Podprefektura Kamikawa
- Shimukappu